# 亨廷顿 (印第安纳州)
亨廷顿（Huntington），美国印第安纳州亨廷顿县城市，位于该县中部，为亨廷顿县县治所在地。总面积22.90平方公里，根据2010年美国人口普查数据，该地人口为17,391人。